# Felipe Szarruk
Felipe Szarruk (Bogotá, Colombia, 1 de mayo de 1975) es músico, comunicador social y magíster en estudios artísticos de la escena rock latinoamericana. Nacido colombiano, de sangre palestina y con nacionalidad salvadoreña, es actualmente uno de los investigadores académicos de la música independiente, el género musical y el modelo de autogestión. Cursó estudios de música, arte dramático y comunicación social, se ha desempeñado en varios campos del arte y la comunicación comunitaria y para el desarrollo, recibió el título de Magíster en Estudios Artísticos en la Facultad de Artes ASAB de la Universidad Distrital de Bogotá, su investigación se centra en la configuración del rock en español como género musical.

## Biografía
Felipe Szarruk (Bogotá, Colombia, 1 de mayo de 1975) Músico, comunicador social, Magíster en Estudios Artísticos de la Universidad Distrital Francisco José de Caldas, Facultad de Artes ASAB en la ciudad de Bogotá. Gestor cultural e investigador en rock. Nacido en Colombia, descendiente de palestinos, tiene nacionalidad salvadoreña, es actualmente uno de los abanderados de la música independiente en Latinoamérica, reconocido por ser el fundador del movimiento Subterránica que se dedica a la creación de espacios de reconocimiento, circulación y difusión de bandas de rock y por haber propuesto en la primera década del siglo XXI un modelo de autogestión para músicos basado en nuevas tecnologías de la información. Cursó estudios de música y arte dramático, comunicador social de la UNAD de Bogotá, se ha desempeñado en varios campos del arte y la comunicación comunitaria para el desarrollo, así como en medios de comunicación, intérprete y compositor en sus proyectos musicales.
Como músico ha editado ocho trabajos de los cuales algunas canciones han alcanzado primeros lugares en diferentes listas de Latinoamérica, uno de sus temas más conocidos es Cara Bonita que llegó al número uno durante varias semanas en El Salvador y fue el tema número 11 de las 111 mejores del año. Así mismo Una entrevista con la muerte, Ella, Tito Tambor. Szarruk reunió algunos de los mejores exponentes del rock para grabar las dos versiones de “Una Canción por la Paz” tanto en El Salvador como en Colombia y bajo este sentido de La Paz en 2014 produce el intento del artista Alejandro Parra por romper el Guinness Record Rock por la Paz el cual fue exitoso y se repitió en 2016.
Es el compositor de la primera Ópera Rock Colombiana Margarita y Fausto, estrenada en 2006 en el Teatro La Libélula Dorada y el Teatro La Mama en su segunda temporada. Le siguieron una participación en el Festival Iberoamericano de Teatro (V.I.A). El disco de la Ópera rock fue lanzado en 2013 con ocho cortes de los dieciséis que componen la obra completa. Szarruk ha tocado en diferentes escenarios en Colombia, El Salvador, Guatemala y Estados Unidos.
Con Subterránica ha realizado entregas de premios en Centro y Sur América, así como concursos, ruedas de negocios, conciertos y producción de medios, fue la primera estación On Line en Colombia fundada el 5 de mayo de 2015. Subterránica fue un éxito radial en El Salvador en Radio Femenina 102.5, actualmente Subterránica es uno de los gestores más importantes y activos en el desarrollo del rock en español y en 2016 se estableció también en Nueva York para apoyar la escena rock en español de Los Estados Unidos bajo el nombre de Subterránica USA.
Se ha destacado como locutor de las estaciones Cool 89.3 y Radio Femenina de El Salvador, como presentador del programa Revelados en Canal 13 Colombia, productor y guionista, editor del Periodirock y colaborador de varios medios escritos, docente y conferencista. Es autor de varios libros entre los que destacan “Recursos Independientes, Autogestión y nuevas tecnologías para músicos” en el cual se basa todo el modelo de autogestión, "Distorsiones: Reconfigurando el rock colombiano" su tesis de maestría y los libros de ficción: Mantequilla, El Monólogo de un psicópata y Paula vino del cielo.
Su cortometraje El monólogo de un psicópata fue estrenado en la cinemateca distrital de Bogotá, recibió una mención de honor en Los Premios Hormiga de la UNAB (Bucaramanga) y fue nombrado mejor cortometraje de la muestra del centro de estudios de la imagen en Bogotá.
En las artes escénicas ha actuado en producciones de TV como Fuego Verde, La oficina del Amor, Indagatoria, Sin Límites, Padres e Hijos y en teatro en montajes como Sueño de una noche de verano, El Monte Calvo, Margarita y Fausto entre otros.
Viajero e investigador artístico, colabora con varios entes privados y gubernamentales en el desarrollo de políticas y movimientos para el desarrollo del arte, por eso en 2011 funda la Asociación de músicos independientes de Colombia AMIC (Hoy SIMIC) y la Fundación Latinoamericana para el desarrollo del arte L.A. Rock Subterránica. Es miembro activo de varias organizaciones artísticas y ha recibido varios reconocimientos, entrevistas y menciones. Con AMIC edita un compilado anual de bandas independientes.
Szarruk propuso en 2005 un modelo de gestión independiente en el cual afirma que el músico no necesita de la maquinaria a la que estaba acostumbrado para poder tener una carrera mientras su verdadera meta sea la producción artística y que hay que dejar atrás esa dependencia estatal con la cual el rock no comulga por naturaleza, su investigación se centra en la importancia del reconocimiento del rock en español cómo género.
En la actualidad Szarruk continúa realizando las entregas de premios Subterránica que cumplieron 10 años en Colombia, estableció Subterránica en USA. Ha dictado varias conferencias en Universidades de Colombia como UNIVALLE, UNIMINUTO y en componentes académicos. Es compositor y miembro de la banda Repxblica de Cxervos.

### Banda
- Felipe Szarruk – Voz y guitarra
- Leo Neizza - Batería
- Hernán García - Bajo

## Discografía completa
- 1998: El cielo se abre. (San Blanco Producciones) Colombia. Productor: Jorge Arias. Estudios San Blanco.
- 1999: Aquí están los ladrones. (Momia Negra Records) Colombia. Rareza. Edición en Casete.
- 2000: Everything Hurts. (Momia Negra Records) Colombia. Producido por: Sergio Conti. Conti Estudiós.
- 2001: Dulce Violencia. (Audio Mágico Digital) El Salvador. Estudios Audio Mágico.
- 2005: Don´t worry be... hippie. (Neón Music) El Salvador. Producido por Roberto Salamanca. Salamanca Estudios.
- 2007: El Mágico Jardín donde jugaban las lesbianas flores azules (Neón Music) El Salvador. Producido por Roberto Salamanca. Salamanca Estudios. Reedición en Colombia Subterránica L.A.Rock.
- 2010: Trinidad (Subterránica L.A.Rock) Colombia. Producido por Iván Vásquez en ISound Estudios.
- 2012: El eléctrico viaje del Dr Mattó (Subterránica L.A.Rock) Producido por Felipe Szarruk. Rareza. Solo en Internet.
- 2012: Little Big Hits 1996 - 2012 (Subterránica L.A.Rock) Colombia. Compilado.
- 2013: Margarita y Fausto Ópera Rock (Subterránica L.A.Rock) Producido por Charlie Márquez. Arcade Estudio.
- 2017: Tú, mi guitarra y yo (Las baladas) (Subterránica L.A.Rock) Producido por Felipe Szarruk. (Colombia)

- 2017: Nunca Más (Repxblica de Cxervos) (Subterránica L.A.Rock) Producido por Jorge Vanegas (Vulgarxito). (Colombia)|}}

### EP
- Rockstar. (2009) Grabado en Estudi-On, Salamanca Estudios y Audio Factory. (Canción por la paz y lados B)

### Compilados
- Rock Independiente Arriba AMIC Vol I. (2011) Producido por la Asociación de músicos independientes de Colombia AMIC. Compilado de bandas Colombianas.
- Rock Independiente Arriba AMIC Vol II. (2014) Producido por la Asociación de músicos independientes de Colombia AMIC. Compilado de bandas Colombianas.
- Rock Independiente Arriba AMIC Vol III. (2015) Producido por la Asociación de músicos independientes de Colombia AMIC. Compilado de bandas Colombianas.
- Rock Independiente Arriba AMIC Vol IV (2016) Producido por la Asociación de músicos independientes de Colombia AMIC. Compilado de bandas Colombianas.

## Libros
- Mantequilla Novela. 2002
- El monologo de un psicópata Novela Corta 2008
- Trinidad Libro que acompaña al disco. Pensamientos, vivencias. 2010
- La calcinación de mi cuerpo la ebullición de mi alma Poesía 2004
- Dos de mí La enfermedad en perspectiva de un enfermo. 2012
- Parce, voy a matar un man Teatro. 2011

- Distorsiones: Reconfigurando el rock colombiano. Categorizaciones del género en la música popular (Rock, Pop, Fusion, folclor y modernización) Académico. 2017|divcolend}}